# Rüdiger Kollar
Rüdiger Kollar (* 16. Juni 1925 in Aussig, Tschechoslowakei; † 10. März 2005 in Radebeul) war ein deutscher Lehrer und Amateurastronom aus dem Sudetenland sowie Gründer und langjähriger Leiter der Volkssternwarte Adolph Diesterweg Radebeul.

## Leben und Wirken

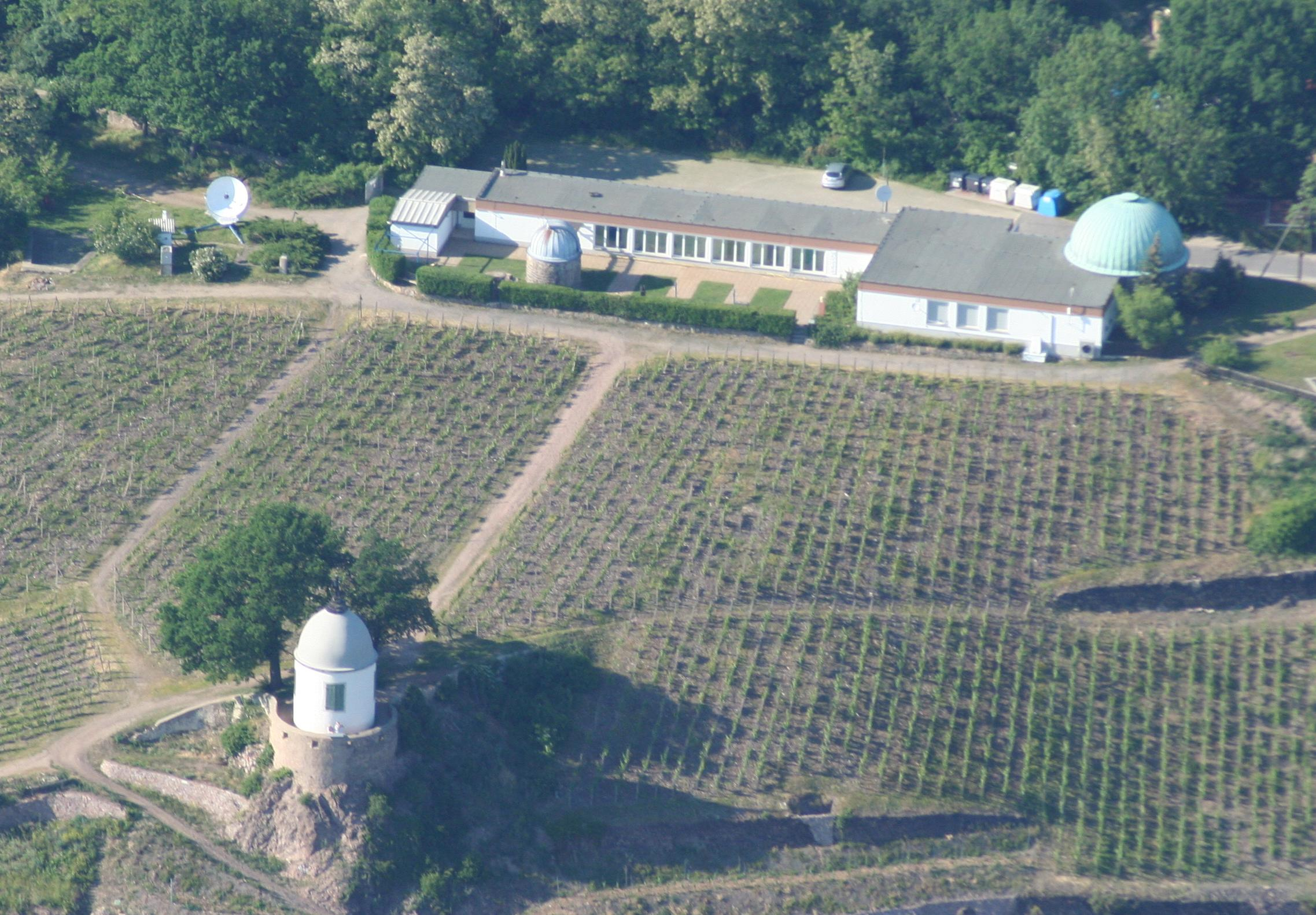
Volkssternwarte „Adolph Diesterweg“, davor steht der Jacobstein

Rüdiger Kollar wurde am 16. Juni 1925 in Aussig geboren, wo er seine schulische Ausbildung erhielt und 1943 das Abitur ablegte. Nach der Einberufung und der Rückkehr aus dem Zweiten Weltkrieg wurde die Familie 1945 aus dem Sudetenland vertrieben und siedelte sich in Dresden an.
In Radebeul wurde Rüdiger Kollar Neulehrer, er unterrichtete an der Wahnsdorfer Roseggerschule sowie der Niederlößnitzer Schule Erdkunde, Geschichte und Mathematik. Bei einem Zusatz-Fernstudium in Geschichte, Astronomie, Geografie und Mathematik entdeckte er seine Liebe zur Himmelskunde.
Mit Freunden und Mitstreitern eines Volkshochschul-Lehrgangs gründete er eine Kulturbund-Fachgruppe Astronomie mit dem Ziel des Auf- und Ausbaus einer Volkssternwarte in Radebeul, welche 1959 im selben Jahr eingeweiht wurde, in dem auch der Astronomieunterricht in der DDR zum Pflichtfach wurde.
Rüdiger Kollar blieb bei seiner Liebe zur Astronomie Lehrer, legte das externe Staatsexamen in Astronomie ab und wurde Leiter der Radebeuler Volkssternwarte. Seinem unermüdlichen Einsatz verdankt die Sternwarte maßgeblich ihre heutige Bedeutung.
Rüdiger Kollar war Kreistagskandidat des Deutschen Kulturbundes, nach der Wahl wurde er Mitglied der Ständigen Kommission Kultur. Im Jahr 1976 wurde Kollar zum Oberlehrer ernannt, später zum Studienrat. 1989 endete seine Tätigkeit als Sternwartenleiter, er wurde pensioniert und zog mit seiner Frau nach Dresden. Nach der Wende war Kollar Vorsitzender der Kreisgruppe Dresden der Sudetendeutschen Landsmannschaft.
Ab 1992 war Kollar Ehrenmitglied des Astroclub Radebeul e.V. und verfolgte alle Höhepunkte an der Sternwarte weiter mit. 2002 zog er nach Radebeul zurück, wo er am 10. März 2005 verstarb.
Zu seinen Ehren wurde der von Martin Fiedler an der Sternwarte Radebeul entdeckte Hauptgürtelasteroid 2005 RD22 nach ihm Rüdigerkollar benannt.